# NDR Elbphilharmonie Orchester
Het NDR Elbphilharmonie Orchester, gevestigd in Hamburg, is een van de twee symfonieorkesten van de Norddeutsche Rundfunk (NDR). Het geldt als een van Duitslands meest prestigieuze orkesten. Sinds 2019 is de Amerikaan Alan Gilbert chef-dirigent van het orkest.
Het orkest werd na de Tweede Wereldoorlog door de Britse bezetters opgericht als NWDR-Sinfonieorchester. Radio Hamburg was het enige radiostation in het latere West-Duitsland dat niet tijdens de oorlog tijdens bombardementen verwoest was. De eerste musici waren voornamelijk afkomstig uit het oude, door de nazi’s gecontroleerde, Grosses Rundfunkorchester des Reichssenders Hamburg. De dirigent Hans Schmidt-Isserstedt, die in de buurt van Hamburg woonde, kreeg de taak het orkest samen te stellen. Hij deed er zes maanden over. Het eerste concert vond plaats in november 1945 in de ongeschonden uit de oorlog gekomen Musikhalle in Hamburg. Onder leiding van Schmidt-Isserstedt was Yehudi Menuhin de solist in het Vioolconcert van Mendelssohn. In 1951 nam het orkest deel aan de viering van de heropening van de Free Trade Hall in Manchester. In 1956 ging het orkest NDR Sinfonieorchester of, voluit, Sinfonieorchester des Norddeutschen Rundfunks heten. De meeste concerten zouden tot 2016 bijven plaatsvinden in de Musikhalle (sinds 2005: Laieszhalle). 
Het orkest verwierf vooral bekendheid met uitvoeringen van muziek van grote klassieke componisten als Beethoven en Bruckner, maar ook met eigentijdse klassieke muziek.
Het orkest had geen vaste residentie tot in 2016 de Elbphilharmonie werd voltooid en het orkest zijn huidige naam kreeg. Op 11 januari 2017 gaf het zijn eerste orkest in zijn nieuwe, eigen zaal, onder leiding van de toenmalige chef-dirigent Thomas Hengelbrock.
Het andere symfonieorkest van de Norddeutsche Rundfunk is de NDR Radiophilharmonie, gevestigd te Hannover.

## Chef-dirigenten
- Hans Schmidt-Isserstedt (1945-71)
- Moshe Atzmon (1972-76)
- Klaus Tennstedt (1979-81)
- Günter Wand (1982-90)
- John Eliot Gardiner (1991-94)
- Herbert Blomstedt (1996-1998)
- Christoph Eschenbach (1998-2004)
- Christoph von Dohnányi (2004-2011)
- Thomas Hengelbrock (2011-2018)
- Alan Gilbert (2019-)